# Saint-Quentin-des-Isles
 Saint-Quentin-des-Isles  là một xã của tỉnh Eure, thuộc vùng Normandie, miền bắc nước Pháp.